# Mellantjärnen (Tåsjö socken, Ångermanland)
Mellantjärnen är en sjö i Strömsunds kommun i Ångermanland och ingår i Ångermanälvens huvudavrinningsområde.